# 許歷
許歷（?—?），戰國時期赵国的军事人物。
前269年（秦昭襄王三十八年、赵惠文王三十年、韩桓惠王四年），秦国伐韩国，在阏与驻军。赵惠文王派赵奢前去援救。赵奢率军离开邯郸三十里，下令军中：“有以军事劝谏之人处死。”秦军驻军武安西，秦军擂鼓呐喊，整顿军队，武安屋瓦振动。军中有一个侦察说要急救武安，赵奢将他立斩。赵军坚壁，留驻二十八日不行。秦国间谍探知后，赵奢令急行军二日一夜，派善射士卒距阏与五十里扎营。秦军听说後前来。军士許歷请以军事进谏，赵奢让他进来说。許歷说：“秦人没想到赵军至此，他们来势气盛，将军一定要集中兵力，严阵以待。不这样，必败。”赵奢表示愿意接受他的建议。許歷说：“请按军令，处决我。”赵奢曰：“等回到邯郸再处理。”許歷再次请谏，说：“先据北山上的人获胜，後至者战败。”赵奢同意，发万人上山。秦兵後至，争上山而不得，赵奢纵兵击破秦军。秦军解围而逃，于是解阏与之围而撤军。赵惠文王赐赵奢号为马服君，以許歷为国尉。